# Лінійна тактика

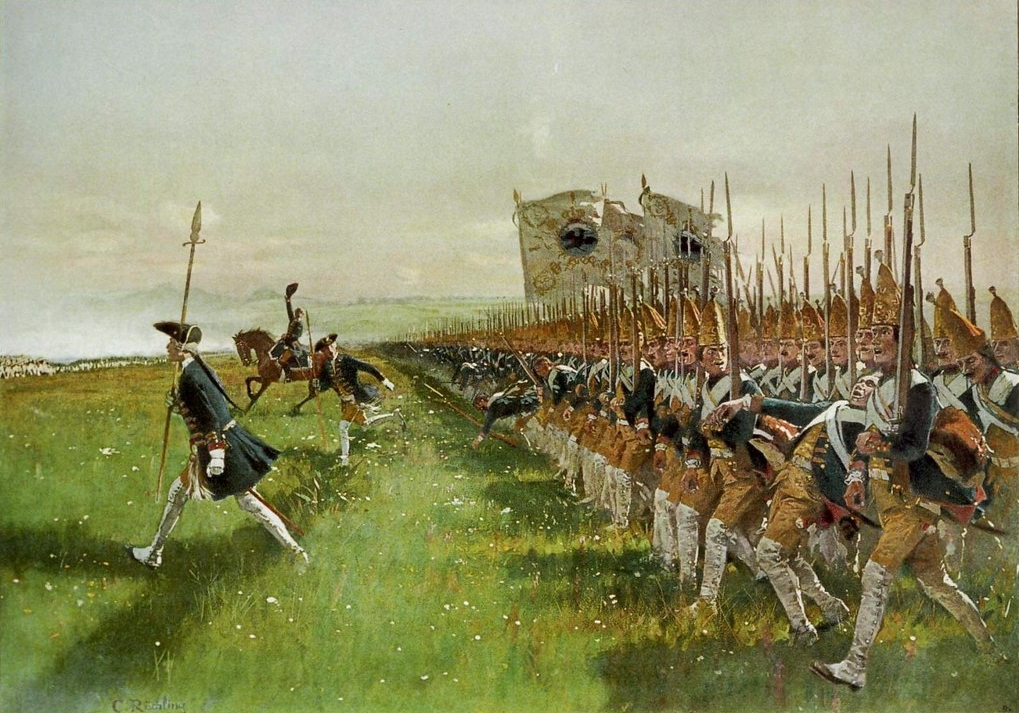
Приклад застосування лінійної тактики в сухопутних битвах — атака прусських гренадерів у битві при Гогенфрідберзі. 4 червня 1745

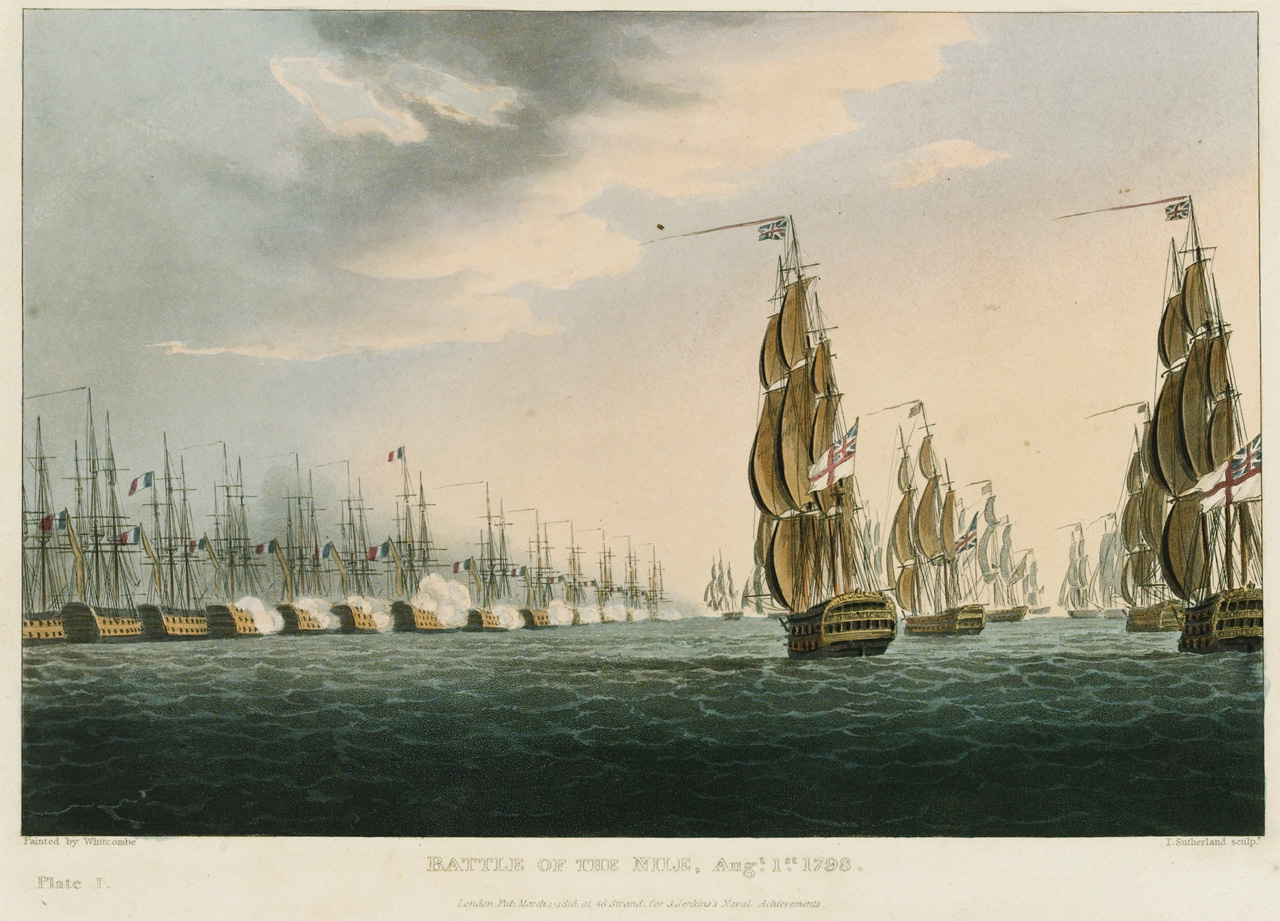
Зразок застосування лінійної тактики в морській справі — Абукірська битва. 1—2 серпня 1798

Ліні́йна та́ктика — теорія і практика підготовки і ведення бою, яка заснована на застосуванні бойових порядків, побудованих в лінії. Окремі елементи лінійної тактики в арміях держав Західної Європи зародилися в XV—XVI століттях. Початок застосування лінійної тактики в західноєвропейських арміях поклала армія Нідерландів; повне оформлення її відбулося в 1-й половині XVII століття у шведській армії Густава II Адольфа, а подальший розвиток вона набула у війнах XVIII століття. Сутність лінійної тактики в сухопутних військах полягала в рівномірному розташуванні військ по фронту, у побудові їх для бою в 2—3 лінії (3—4 шеренги, а іноді й більше в кожній при дистанції між лініями 50—200 кроків) і прагненні вести бій переважно вогнем. Зародження лінійної тактики було обумовлено вдосконаленням вогнепальної зброї (переходом від аркебуз до мушкетів і гармат на лафетах).